# Улица Немкова (Ломоносов)
Улица Немко́ва — улица в городе Ломоносове Петродворцового района Санкт-Петербурга, в историческом районе Мартышкино. Проходит от улицы Левитана до улицы Дюма.
Первоначально это была Да́чная улица. Она появилась в конце 1940-х годов. Тогда улица проходила от улицы Верещагина на запад и на юго-восток до улицы Дюма, включая часть современной улицы Галины Улановой.
12 декабря 1983 года Дачная улица была переименована в улицу Немкова — в честь Героя Советского Союза, командира авиаполка Балтийского флота И. А. Немкова. Его прах перезахоронен в Мартышкине с острова Лавенсаари (Ленинградская область) в 1970 году.
8 мая 2009 года начальный участок вошёл в состав улицы Галины Улановой. Тогда же улицу Немкова продлили на север до улицы Левитана.
Начальный участок улицы (между улицами Левитана до Галины Улановой) проходит по территории объекта культурного наследия федерального значения «Парк», входящий в ансамбль «Усадьба Мордвиновых». Этот же парк занимает всю нечётную (восточную) сторону улицы. Также парк является объектом зелёных насаждений общего пользования под названием «парк усадьбы Мордвиновых».

## Перекрёстки

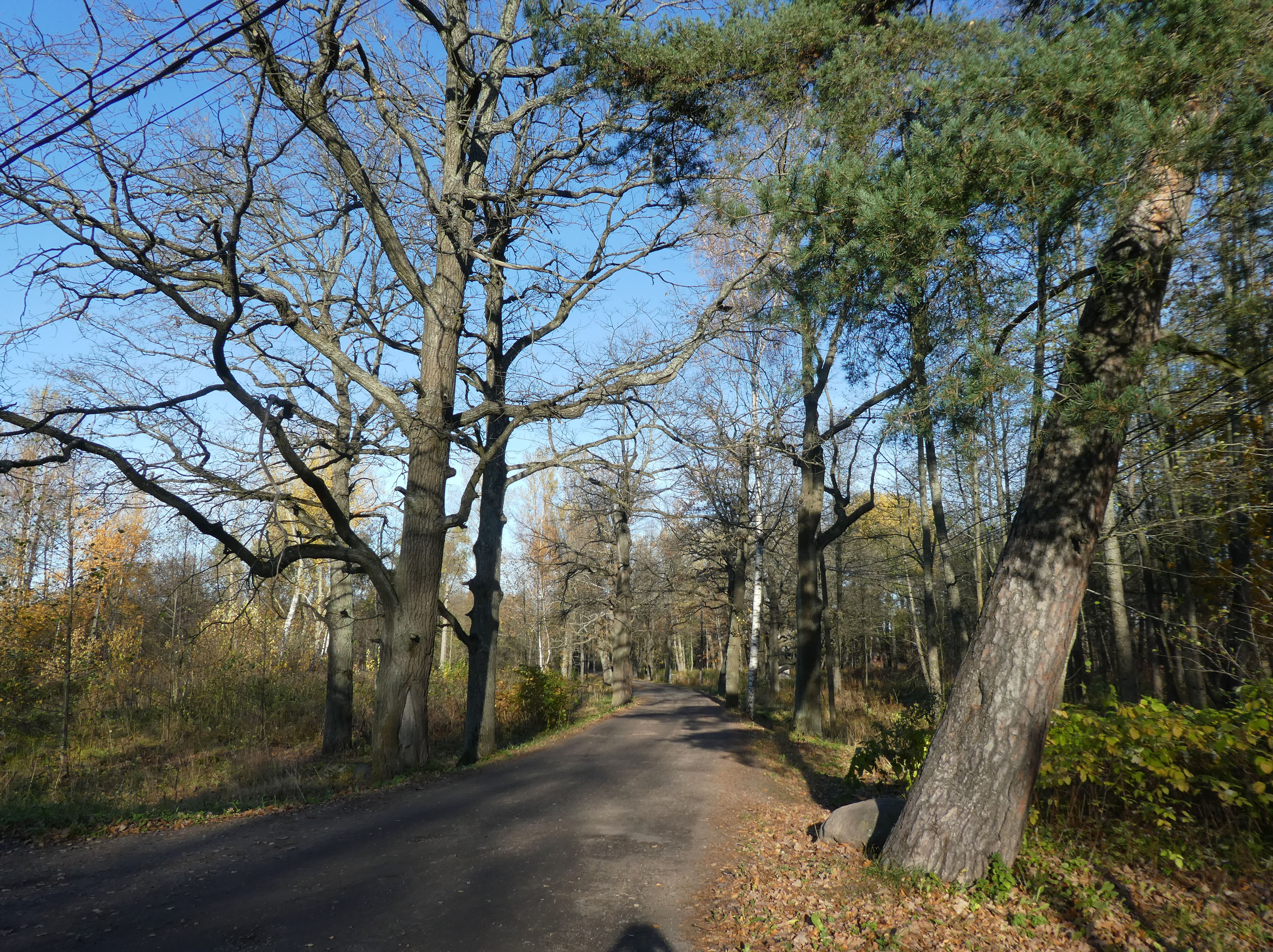
Парк усадьбы Мордвиновых на въезде с улицы Немкова

- улица Левитана
- улица Галины Улановой
- Сосновый переулок
- Новогорская улица
- переулок Панаева